# Chiesa di San Rocco (Borgo a Mozzano)
La chiesa di San Rocco è un edificio religioso che si trova a Borgo a Mozzano.

## Storia e descrizione
La chiesa di San Rocco a Borgo a Mozzano si trova nel luogo in cui sorgeva l'oratorio di San Sebastiano. Nel 1527 l'oratorio venne intitolato a San Rocco e San Sebastiano dagli abitanti di Cerreto che si erano trasferiti a fondo valle. Tra il 1606 e il 1627 furono fatti prima degli ampliamenti e poi una ricostruzione con l'arricchimento del Coro. Nel 1760 venne costruita la nuova chiesa insieme all'oratorio e nel 1791 fu ingrandito il Coro ed eseguita l'attuale facciata di stile classico, sobria ed elegante. Su di essa, posizionato sopra il portone di ingresso alla chiesa, c'è un bassorilievo circolare in marmo raffigurante San Rocco. La costruzione dell'attuale piazza, posta di fronte alla chiesa, comportò la demolizione di alcune case. La costruzione del campanile invece a causa della sua altezza elevata compromise la stabilità della chiesa, che fu rinforzata con catene. 
L'interno, di stile barocco e a croce latina, ospita sei altari di cui i primi quattro, che precedono la crociera, sono a stucco e furono eseguiti da Giovan Battista Lazzari, da Sebastiano Lippi e da Giovan Maria Michelacci. Entrando a destra si trova il primo altare dedicato a Sant'Anna, fondato da Ippolito Santini a cui segue l'altare del Crocifisso. 
Nella crociera di destra è posto l'altare della Madonna Addolorata: il simulacro mariano fu eseguito negli anni quaranta del Seicento, nelle parti lignee, da un certo «scultore Tanotti bolognese» ma abitante a Lucca, su commissione di Filippo Guasparo Mansi, mentre l'altare è un raro esempio in valle realizzato in marmi, realizzato a Carrara nel 1767 dai fratelli Girolamo e Jacopo Moisè di Seravezza.
Nel braccio di sinistra è situato l'altare con la statua della Madonna di Lourdes. Gli ultimi due altari sono quello di San Gregorio, di fronte all'altare del Crocifisso, e quello del Santissimo Rosario. 
Dietro l'altare maggiore è una struttura lignea a gradoni intagliata e dorata costruita per l'esposizione del Santissimo Sacramento durante le quarant'ore, opera realizzata nel 1733 dall'intagliatore Alessandro Santini. 
Inoltre in questa chiesa esistono diverse opere di Luigi Ademollo, artista che ha lavorato molto in lucchesia intorno alla prima metà del 1800. Di tale pittore si possono ammirare tre grandi affreschi posti ai lati dell'altare maggiore: il "Centurione", il "Redentore e Battista" e la "Distribuzione dei Pani". Recentemente è stato fatto un lavoro di restauro sugli affreschi della chiesa.